# 赤川站
赤川站（日语：／ Akagawa eki */?）是位於青森縣陸奧市赤川町，屬於東日本旅客鐵道（JR東日本）大湊線的鐵路車站。

## 車站結構
本站為側式月台1面1線的地面車站。

## 相鄰車站
東日本旅客鐵道
■大湊線
□快速「下北」
通過
■普通
金谷澤－赤川－下北